# Thierry Mouyouma
Thierry Dieudonné Mouyouma (Franceville, Gabón, 27 de septiembre de 1975) es un exjugador y entrenador de fútbol gabonés. Actualmente dirige a la selección de Gabón.

## Carrera como jugador
Mouyouma debutó como futbolista en el A.S. Mangasport en 1993. A mitad de temporada, fichó por el FC 105 Libreville, donde jugó durante cinco temporadas.En 1998 fichó por el Étoile du Sahel donde permaneció una temporada y media. Más tarde, fue cedido por seis meses al CO Médenine de Túnez. Para la temporada 1999-00, fue transferido al Stade de Reims.Después de la Copa Africana de Naciones 2000, firmó un contrato por dos años con el Leixões portugués y, un año más tarde, fue enviado al FC Felgueiras.
A partir del 2002, decidió cambiar de nuevo de continente y optó por jugar cuatro temporadas en la Primera División de Sudáfrica: primero en la Wits University de Johannesburgo y luego en el Ajax Cape Town.En 2006, se marchó al Busaiteen Club de Baréin para disputar una última temporada en la élite profesional.

## Carrera internacional
Con la selección de Gabón, Mouyouma debutó en noviembre de 1995 contra Camerún.Representó a las Panteras en la Copa Africana de Naciones 2000 donde disputó los 3 partidos del equipo, pero no evitó la eliminación en la primera fase.En septiembre de 2006, se retiró a nivel internacional después de derrotar a Madagascar por 4-0 en las eliminatorias para la CAN 2008.En total, jugó 32 encuentros y no marcó goles.

## Carrera como entrenador
En noviembre de 2023, Mouyouma inició su carrera como técnico al ser designado a cargo de la selección de Gabón, en sustitución de Patrice Neveu.Un año más tarde, obtuvo la clasificación a la Copa Africana de Naciones 2025 con una jornada de anticipación después de la victoria de Lesoto ante la República Centroafricana.

## Clubes

### Como jugador
| Club                 | País      | Año       |
| -------------------- | --------- | --------- |
| A.S. Mangasport      | Gabón     | 1993      |
| FC 105 Libreville    | Gabón     | 1994-1997 |
| Étoile du Sahel      | Túnez     | 1998-1999 |
| CO Médenine (cedido) | Túnez     | 1999      |
| Stade de Reims       | Francia   | 1999-2000 |
| Canon Yaoundé        | Camerún   | 2000      |
| Leixões              | Portugal  | 2000-2002 |
| FC Felgueiras        | Portugal  | 2002-2003 |
| Wits University      | Sudáfrica | 2003-2005 |
| Ajax Cape Town       | Sudáfrica | 2005-2006 |
| FC 105 Libreville    | Gabón     | 2006      |
| Busaiteen Club       | Baréin    | 2006-2007 |

### Como entrenador
| Club               | País  | Año           |
| ------------------ | ----- | ------------- |
| Selección de Gabón | Gabón | 2023-presente |